# Lucila Flamand Rodríguez
Lucila Elsa Flamand Rodríguez (Ciudad de México, 22 de julio de 1935 - Ciudad de México, abril de 2022) fue una académica mexicana interesada en la historia, la hemerografía y la bibliotecología. Fue investigadora y docente en el Instituto de Investigaciones Bibliográficas y en la Facultad de Ciencias Políticas y Sociales de la Universidad Nacional Autónoma de México, respectivamente, destacándose por su labor de rescate de documentos hemerográficos contemporáneos y del patrimonio documental.

### Trayectoria académica
Cursó la licenciatura en Ciencias de la comunicación con la especialidad en Periodismo en la Facultad de Ciencias Políticas y Sociales (FCPyS)  de la UNAM. Se tituló con la tesis Sensacionalismo periodístico en 1963.
Recién egresada de los estudios universitarios se incorporó al proyecto de recopilación documental con Luis González y González y Stanley R. Ross en El Colegio de México; posteriormente se integró como académica en el nuevo Instituto de Investigaciones Bibliográficas, fundado en 1967. Colaboró con Ernesto de la Torre Villar. En 1970 estaba encargada del “estudio de los diarios y revistas desde el movimiento armado de 1910 hasta 1968”.
A la par de estas actividades de investigación impartió la materia “Técnicas de investigación documental” en la FCPyS. Fue encargada de la Hemeroteca Nacional, entre 1978 y 1981, bajo la dirección de la doctora María del Carmen Ruiz Castañeda, cuando la institución se encontraba en el Templo y Colegio de San Pedro y San Pablo, en el Centro Histórico. 
Su pasión por los documentos la llevaron a reunir una colección con testimonios fotográficos de su abuelo materno, el profesor Leopoldo Rodríguez Calderón, que presentó en la convocatoria “Papeles de Familia” del Instituto Nacional de Antropología e Historia en 1992. Estos documentos, junto a otros testimonios gráficos y textuales, conforman la Colección Carlos Flamand/Lucila Flamand, localizados en el Archivo Histórico de la UNAM-IISUE.
Si bien se jubiló en 1996, Lucila Flamand participó en el "Proyecto unitario de reorganización del Fondo Reservado” de la Biblioteca Nacional de México en 2005.

### Publicaciones científicas
- “La revolución mexicana desde Rusia”, Historia Mexicana, 10(4), 1961, pp. 669-672.[6]
- Colaboración en Fuentes de la historia contemporánea de México: Libros y folletos, 3 volúmenes, México, El Colegio de México, 1961-1963. Dirección Luis González y González.
- Colaboración en El Congreso de Anáhuac. 1813, México, Cámara de Senadores, 1963.
- Colaboración en Fuentes de la historia contemporánea de México: Periódicos y revistas, 5 volúmenes, México, El Colegio de México, 1965-1978. Dirección Stanley R. Ross.
- Colaboración en Los presidentes de México ante la nación: informes, manifiestos y documentos de 1821 a 1966, 5 volúmenes, México, LXVI Legislatura de Cámara de Diputados, 1966. Dirección Luis González y González.
- Reseña del libro “Fort, Gilberto V. The Cuban Revolution of Fidel Castro. Viewed from Abroad An Annotated Bibliography”, Boletín del Instituto de Investigaciones Bibliográficas, tomo I, número 2, julio-diciembre 1969, pp. 311-312.
- “La emancipación de México y la lucha independentista de Cuba”, en México y Cuba. Dos pueblos unidos en la historia, tomo I, México, Centro de Investigación Científica Jorge L. Tamayo, 1982.
- “La prensa periódica, factor decisivo en el proceso democrático de México, 1909-1910”, Boletín del Instituto de Investigaciones Bibliográficas, 1992, número 6, pp. 9-17.[7]
- “Los sucesos de Velardeña, ¿sedición o motín?”, Boletín del Instituto de Investigaciones Bibliográficas, 1992, número 6, pp. 109-140.[8]